# Ruben Fontes
Ruben Fontes (Goiânia, 27 de novembro de 1975) é um automobilista brasileiro que competiu na Stock Car.
Foi campeão da Fórmula Chevrolet Brasil em 1993 pela equipe Texaco/Petrópolis, ficando à frente de nomes como Felipe Giaffone, Ricardo Zonta e Bruno Junqueira. Em 1994 competiu no Campeonato Brasileiro de Fórmula 3, vencendo a etapa de Porto Alegre. Nos dois anos seguintes, disputou a Fórmula 3 Sul-Americana, tendo como melhor resultado dois pódios em 1995.
Em 2004 retornou ao automobilismo para competir na Stock Car Light, fechando a temporada em 23º lugar.  Entre 2005 e 2008 competiu na Stock Car V8, conquistando duas vitórias na categoria: Venceu após largar da pole em Tarumã em 2005, e em Santa Cruz do Sul, no ano seguinte.